# Willis Ochieng
Willis Ochieng (ur. 10 października 1981 w Mathare) – kenijski piłkarz grający na pozycji bramkarza.

## Kariera klubowa
Karierę piłkarską Ochieng rozpoczął w klubie Mumias Sugar z miasta Mumias. W jego barwach zadebiutował w 2001 roku w kenijskiej Premier League. W klubie tym grał do 2003 roku, a następnie został piłkarzem Free State Stars FC z Republiki Południowej Afryki. W latach 2006–2007 był piłkarzem szwedzkiego zespołu Skellefteå IF. W połowie 2007 roku przeszedł do fińskiego IFK Mariehamn, grającego w pierwszej lidze fińskiej. W latach 2011–2012 grał w tanzańskim Simba SC, a karierę kończył w 2013 w Western Stima FC.

## Kariera reprezentacyjna
W reprezentacji Kenii Ochieng zadebiutował 6 września 2009 przegranym 0:1 meczu eliminacji do MŚ 2010 z Mozambikiem. Wcześniej, w 2004, został powołany do kadry na Puchar Narodów Afryki 2004. Tam był rezerwowym dla Duncana Ochienga oraz Francisa Onyiso Okotha i nie rozegrał żadnego spotkania. W kadrze narodowej wystąpił 5 razy.